# Crepidius
Crepidius là một chi bọ cánh cứng trong họ 
Elateridae.
Chi này được miêu tả khoa học năm 1859 bởi Candèze.

## Các loài
Các loài trong chi này gồm:
- Crepidius blepharipes Schwarz, 1900
- Crepidius castaneus Blanchard, 1843
- Crepidius cuneiformis Candèze, 1859
- Crepidius cuneipennis Schwarz, 1906
- Crepidius flabellifer Erichson, 1847
- Crepidius flavipes Champion, 1897
- Crepidius ophthalmicus Candèze, 1859
- Crepidius ornatus Candèze, 1900
- Crepidius pubescens Candèze, 1859
- Crepidius resectus Candèze, 1859
- Crepidius rhipiphorus Candèze, 1859
- Crepidius saundersi Candèze, 1859